# رودولفو کوتا
رودولفو کاستا (انگلیسی: Rodolfo Cota؛ زادهٔ ۳ ژوئیهٔ ۱۹۸۷) بازیکن فوتبال اهل مکزیک است.
از باشگاه‌هایی که در آن بازی کرده‌است می‌توان به باشگاه فوتبال پاچوکا و باشگاه فوتبال گوادالاخارا اشاره کرد.
وی همچنین در تیم ملی فوتبال مکزیک بازی کرده‌است.